# 置换反应
置換反應又稱單置換反應，是指一種元素或化合物的離子根與一種離子化合物發生的反應，狹義氧化還原反應是置換反應的一種，且必為廣義的氧化還原反應。在反應中，關鍵在於還原性或氧化性的強弱，還原性或氧化性強的物質與相對較弱的物質進行置換。置换反应是无机化学反应的基本类型之一，指一种单质和一种化合物生成另一种单质和另一种化合物的反应。
{\displaystyle {\ce {A + BC -> AC + B}}}
這就是反應的通式，其中:
A 和 B 代表不同金屬（或氫等可以產生陽離子的元素），而 C 為陰離子；
或
A 和 B 代表鹵素，而 C 是陽離子。

上面是一个置换反应的例子，反应前后各元素氧化態可能改变。

在置換反應中，只會有正離子或負離子的其中一方進行置換，沒有進行反應的離子為旁觀離子。上面的例子中硫酸根為旁觀離子。

## 反应式
在置換反應中，一般可以有兩種化學式，一種是標準的化學方程式，另一種是離子化學式（半化學式）。
基於旁觀離子並沒有進行化學反應，因此在化學方程式中省略旁觀離子的部份，並得出離子化學式。因此，離子化學式的左右兩方也帶有相同的電荷。

### 例子
假使A和B的離子電荷為2+，X為2-。
- 化學式：{\displaystyle {\rm {A_{(s)}+BX_{(aq)}\rightarrow B_{(s)}+AX_{(aq)}}}}
  - 實例：{\displaystyle {\rm {Fe_{(s)}+CuS_{(aq)}\rightarrow Cu_{(s)}+FeS_{(aq)}}}}
- 離子化學式：{\displaystyle {\rm {A+B^{2+}\rightarrow B+A^{2+}}}}
  - 實例：{\displaystyle {\rm {Fe+Cu^{2+}\rightarrow Cu+Fe^{2+}}}}

## 置換條件
發生反應的條件主要是看金屬的活性序，且一定發生在水中(狹義氧化還原反應不一定)。活性序排在前面的金屬可以與排在後面的金屬置換，因為排在愈前面的金屬愈容易失去電子。當水溶液中的離子化合物不止一種時，則會先和活性序較後面的金屬離子反應，如果活性序是排在能與水直接反應的金屬，則包括水分子中的氫離子在內。
以下是金屬活動性順序簡表: 
K>Ca>Na>Mg>Al>Zn>Fe>Sn>Pb>(H)>Cu>Hg>Ag>Pt>Au。
其中10號氫是過渡元素，它前面的可以置換出氫（有例外），它後面的則不行。 也就是說：氫前面的可以和酸反應生成氫氣,而氫後面的基本不和酸反應，就算反應也不生成氫氣。

## 狹義氧化還原與置換反應的比較
狹義氧化還原反應一定有氧的參與，而置換反應則不用。
{\displaystyle {\ce {C + H2O}}}{\displaystyle {\overset {\bigtriangleup }{==}}}{\displaystyle {\ce {CO ^ + H2 ^}}}
{\displaystyle {\ce {2Mg + CO2}}}{\displaystyle {\overset {\bigtriangleup }{==}}}{\displaystyle {\ce {2MgO + C}}}
{\displaystyle {\ce {3Fe + 4H2O =Fe3O4 + 4H2 ^}}}(加熱會使反應加速)
上面為狹義氧化還原反應的例子